# Hiliwaebu (Lolomatua)
Hiliwaebu is een bestuurslaag in het regentschap Nias Selatan van de provincie Noord-Sumatra, Indonesië. Hiliwaebu telt 1039 inwoners (volkstelling 2010).